# Demogoblin
Demogoblin is een fictieve superschurk uit de strips van Marvel Comics. Hij verscheen eerst als een naamloze demon in Spectacular Spider-Man #147, en als de Demogoblin in Web of Spider-Man #86. Hij werd bedacht door Gerry Conway en Sal Buscema.

## Biografie
De Demogoblin was oorspronkelijk een naamloze demon. Hij werd gefuseerd met de vierde Hobgoblin, Jason Macendale, toen die de demon N'astirh vroeg hem extra krachten te geven in ruil voor zijn ziel. Door deze fusie verkreeg Hobgoblin inderdaad superkrachten, maar het dreef hem ook tot waanzin. Uiteindelijk was Jason in staat zijn demonenhelft af te stoten, waarna deze een eigen leven ging leiden als de Demogoblin.
Demogoblin was ervan overtuigd dat hij de missie had om zondigen te bestraffen. Echter, zijn definitie van “zondige” was nogal extreem, en het kwam erop neer dat hij op kinderen na iedereen als zondige beschouwde.
Demogoblin kreeg het niet alleen aan de stok met Spider-Man en Ghost Rider, maar ook zijn vroegere gastlichaam Hobgoblin. Demogoblin werd eenmaal vernietigd door de vampierjager Blade toen die de kracht van Darkhold had. Hij kwam weer tot leven toen Darkholds spreuk ongedaan werd gemaakt. Demogoblins fysieke vorm kwam uiteindelijk om het leven in een gevecht met Hobgoblin in een kathedraal. Ironisch genoeg stierf Demogoblin toen hij een kind probeerde te redden van een vallende pilaar, en hier zelf onder werd verpletterd.
Later probeerde Demogoblins geest het lichaam van Moon Knight over te nemen na zijn duel met de Hobgoblin. Dit werd echter voorkomen door Dr. Strange en Mr. Fantastic.

## Krachten en vaardigheden
Demogoblin beschikte over bovenmenselijke kracht. Hij kon ongeveer tot 10 ton aan gewicht tillen. Daarnaast waren zijn reflexen, wendbaarheid en uithoudingsvermogen vele malen groter dan die van een mens. Daarnaast kon hij hellevuur afschieten vanuit zijn handen. Dankzij zijn vroegere fusie met Jason Macendale beschikte Demogoblin eveneens over kennis van militaire training en was een ervaren vechter.
Net als de Green Goblin en de Hobgoblin beschikte Demogoblin over een Goblin Glider en pompoenbommen, met als verschil dat deze gemaakt waren van vuur en Demogoblin ze vanuit het niets kon creëren.

## Ultimate marvel
In de Ultimate Marvel-stripreeks is Mary Jane Watson de Demogoblin. Ze veranderd in deze demonische goblin nadat een kloon van Peter Parker haar injecteerd met OZ, de drug die ook Spider-Man, Green Goblin en Hobgoblin kun krachten heeft gegeven.